# Charaxes porthos
Charaxes porthos är en fjärilsart som beskrevs av Grose-smith 1883. Charaxes porthos ingår i släktet Charaxes och familjen praktfjärilar. Inga underarter finns listade i Catalogue of Life.